# Ташкентська телевежа
Ташкентська телевежа (узб. Toshkent Teleminorasi) — телевізійна вежа у столиці Узбекистану місті Ташкенті, що зводилась у 1978—85 роки.
У теперішній час (2000-ні) Ташкентська телевежа заввишки 375 метрів є найвищою спорудою з відкритим для відвідання оглядовим майданчиком у Центральній Азії та другою за висотою будівлею в регіоні після 420-метрового димаря Екібастузької ГРЕС-2.

## Технічні характеристики
| Початок будівництва                                              | 1978 рік                                           |
| Автори                                                           | Ю. П. Семашко і Н. Г. Терзієв-Царуков              |
| Конструктори                                                     | Є. П. Морозов і М. Д. Мушеєв                       |
| Час будівництва                                                  | 6 років                                            |
| Дата введення в експлуатацію                                     | 15 січня 1985 року                                 |
| Висота телевежі                                                  | 375 метри                                          |
| Висота фундаменту                                                | 11 метрів                                          |
| Висота над рівнем моря                                           | 480 метрів                                         |
| Загальна маса споруди                                            | Понад 6000 тонн                                    |
| Об'єм споруди                                                    | 55 500 м³                                          |
| Матеріал телевежі                                                | сталь, цільно-зварна                               |
| Методи забезпечення жорсткості та стійкості конструкції          | 3 конічні підкісні «ноги» заввишки 93 метри кожна  |
| Кількість розповсюджуваних республіканських телевізійних програм | 6                                                  |
| Кількість розповсюджуваних радіопрограм                          | 4                                                  |
| Кількість розповсюджуваних цифрових програм                      | 12                                                 |
| Двозальний ресторан «Коїнот», що обертається, на висоті          | 104 метри («Червоний зал»), 98 метри («Синій зал») |
| Круговий оглядовий майданчик, висота                             | 94 метри                                           |
| Кількість швидкісних ліфтів (швидкість не менше 4,8 м/с)         | 3                                                  |

## Історія та використання
Ташкентська телевежа будувалась упродовж 6 років, починаючи від 1978 року. Урочистий запуск інженерної конструкції був здійснений 15 січня 1985 року.
Головним функціональним призначенням Ташкентської телевежі є телемовлення і радіомовлення. Розповсюдження сигналу забезпечується на територію Ташкента і Ташкентської області, частково Сирдар'їнську область і південні райони Казахстану. 
Телевежа використовується для здійснення зв'язку багатьма міністерствами та відомствами, комерційними організаціями, також на конструкції встановлена комплексна станція висотних спостережень при Узбецькому гідрометеорологічному центрі.